# سیارک ۱۳۱۵۶
سیارک ۱۳۱۵۶ (به انگلیسی: 13156 Mannoucyo، نامگذاری:1995SP3) سیزده هزار و صد و پنجاه و ششمین سیارک کشف شده‌است که در ۲۰ سپتامبر ۱۹۹۵ کشف شد.
قدر مطلق سیارک برابر ۱۴.۸ است.